# Władysław Bobek
Władysław Bobek (ur. 11 czerwca 1934 we Wrzawach, zm. 9 sierpnia 2008 w Warszawie) – polski działacz partyjny i państwowy, dziennikarz, I sekretarz Komitetu Miejskiego PZPR w Stalowej Woli, wojewoda tarnobrzeski (1975–1982).

## Życiorys
W Polskiej Zjednoczonej Partii Robotniczej jako kandydat od maja 1956, a jako członek od stycznia 1958. W latach 1949–1957 członek Związku Młodzieży Polskiej. Od 1956 do 1958 dziennikarz „Nowin Rzeszowskich” oraz redaktor naczelny „Gazety Zakładowej” w Hucie Stalowa Wola. Od 1962 do 1966 był pierwszym sekretarzem OOP w Dziale Gospodarki Mieszkaniowej w Hucie Stalowa Wola. W 1968 został absolwentem Centralnej Szkoły Partyjnej przy Komitecie Centralnym PZPR w Warszawie. Od 1963 działał w Komitecie Miejskim PZPR w Stalowej Woli jako członek, sekretarz ds. propagandy i pierwszy sekretarz (1969–1971, 1973–1975). W 1971 został natomiast pierwszym sekretarzem Komitetu Zakładowego PZPR w Hucie Stalowa Wola, następnie został naczelnikiem miasta i powiatu Stalowa Wola. W 1971 został jednocześnie członkiem Komitetu Wojewódzkiego PZPR w Rzeszowie, pozostał w nim do 1975. Po reformie administracyjnej od 1975 do 1982 członek KW PZPR w Tarnobrzegu, należał do jego plenum i egzekutywy. W czerwcu 1975 został także pierwszym wojewodą tarnobrzeskim. W kwietniu 1982 jego następcą został płk Bogusław Jaźwiec. W III RP pracował jako przedstawiciel przedsiębiorstwa węglowego.